# Lemuri
Lemuri (Lemuridae) su porodica iz reda primata. Svrstavaju se u podred Strepsirrhini koji je ranije nazivan 'polumajmunima' što se više ne koristi, naziv se smatra zastarjelim. Porodica obuhvaća 13 vrsta razvrstanih u pet rodova, a uz njih je postojao još jedan rod koji je izumro. U ovu porodicu su se ranije svrstavali i patuljasti lemuri (Cheirogaleidae) i lepilemuri (Lepilemuridae) koji se danas razvrstavaju u zasebne porodice. 

## Rasprostranjenost
Lemuri žive na Madagaskaru i susjednim Komorskim otocima.

## Opis
lemuri su vitke životinje s dugim, gusto dlakavim repovima. Krzno im je mekano i ponekad prošarano. Lemuri su veliki poput vjeverica ili kao mačke. Tijelo im je dugo 26 do 45 cm a rep od 28 do 60 cm. Mogu biti teški do pet kilograma. Ženke i mužjaci su jednako veliki. Prednji ekstremiteti su im kraći od stražnjih. Većina lemura su noćne životinje koje žive na drveću. Oči su im velike i okrenute prema naprijed, a na mrežnici imaju sloj koji reflektira svjetlo što poboljšava vid životinja (slično kao kod mačaka).

## Način života
Lemuri uglavnom žive na stablima i lako skaču s krošnje na krošnju. Pored lemura koji žive samo na drveću, postoje i vrste (kao kata) koje često silaze na tlo. U odnosu na razdoblja mirovanja i glavne aktivnosti tijekom dana, ne postoje točni podaci, jer oni mogu biti aktivni i danju i noću. Lemuri uglavnom žive u manjim do srednje velikim grupama.

## Prehrana
Lemuri su pretežno biljožderi koji se hrane cvjetovima, voćem i lišćem. Omiljeno jelo im je sjemenje tamarinde, a ponekad pojedu i nekog kukca ili ptičje jaje.

## Razmnožavanje
Nakon skotnosti između 90 i 150 dana (što ovisi o vrsti) između kolovoza i listopada rađaju se jedno ili dva mladunca. Nakon pet mjeseci prestaju sisati, a nakon dvije do tri godine su spolno zreli. Očekivano trajanje života im je do 20 godina.

## Ugroženost
Sječa kišnih šuma Madagaskara (između ostalog radi dobivanja drvenog ugljena) i s tim povezanim gubitkom životnog prostora su najveća opasnost za opstanak lemura. Najmanje 8 vrsta su prilično ugrožene, a jedna (Prolemur simus) je jako ugrožena. 1987. je osnovan rezervat Beza-Mahafaly na Madagaskaru, kako bi se osigurao opstanak lemura.

## Rodovi
- Lemur catta, Prstenastorepi lemur je najpoznatiji rod i vrsta ove porodice.
- Eulemur je rod koji obuhvaća 5 vrsta.
- U rodu Varecia su dvije vrste.
- Hapalemuri su rod s četiri vrste i nazivaju ih i 'polumakiji' ili 'bambusni makiji'
- Prolemur simus je jedan od najugroženijih primata na Madagaskaru.
- Rod Pachylemur je izumro prije oko 1000 godina.